# Pangai-noon
Pangai Noon (übersetzt etwa: „halb hart, halb weich“) ist eine südchinesische Kampfkunst aus der Stadt Fuzhou, die in der Region Fujian (früher auch: Fukien) liegt. Sie ist die Basis des später entstandenen Uechi-ryū.

## Geschichte
Pangai Noon wurde von einem Chinesen namens Shushiwa (so der Name im Japanischen; im Chinesischen wohl: Shu Shabu) gelehrt, der möglicherweise diese Kampfkunst selbst aus verschiedenen Kung-Fu-Stilen (insbesondere den Tier-Stilen des Drachen, des Tigers und des Kranichs) entwickelt hat. Shushiwa ist im Jahr 1874 geboren worden und starb im Jahr 1926.
Sicher ist, dass Shushiwa einem aus Okinawa stammenden Mann namens Uechi Kanbun das Pangai Noon beibrachte. Dieses Pangai Noon brachte Uechi Kanbun später zurück nach Okinawa. Es umfasste drei Kata, nämlich Sanchin, Seisan und Sanseiryu sowie Muskel- und Abhärtungsübungen. Uechi Kanbun legte Wert darauf, genau das Pangai Noon zu unterrichten, welches Shushiwa ihn gelehrt hatte, wobei er es später als „Pangai Noon Karate-Jutsu“ bezeichnete. Somit wurde aus dem Kung-Fu-Stil eine Stilrichtung des Karate, obwohl sich zunächst an den Techniken nichts änderte.
Erst nach dem Tod von Uechi Kanbun wurde die Kampfkunst in „Uechi Ryu Karate“ umbenannt und später (insbesondere durch den Sohn von Uechi Kanbun) durch verschiedene Kata sowie Kumite-Formen zu einer eigenen Karate-Stilrichtung entwickelt, die zwar auf dem Pangai Noon basiert, aber nicht mehr mit der ursprünglichen Kampfkunst insgesamt identisch ist.
Uechi Kanbun hatte angeblich zu wenig Zeit in China verbracht, um eine vierte Kata zu lernen. Dazu ist anzumerken, dass Uechi Kanbun 13 Jahre in China lebte, wobei er die ersten drei Jahre lediglich die Kata Sanchin erlernte. Shushiwa soll Uechi Kanbin jedoch versichert haben, dass er eine „vollständige“ Kampfkunst erlernt habe und keine Kata fehle. Dies erscheint plausibel, denn Shushiwa und Uechi Kanbun waren wohl recht gut befreundet, und Shushiwa empfahl Uechi Kanbun sogar, eine Kampfkunstschule in China zu eröffnen, was dieser auch tat. Shushiwa hätte dies sicher nicht getan, wenn er Uechi Kanbun noch nicht die vollständige Kampfkunst gelehrt hätte. Zudem hatte Shushiwa ihm im Jahr 1904 formell den Titel eines Meisters mit Lehrbefugnis im Pangai Noon verliehen. Auch dies spricht für die Übertragung eines vollständigen Systems. Trotzdem gehen die Spekulationen dahin, dass die vierte Kata eine Form namens „Suparinpei“ gewesen sein könnte, wobei die Ausführung nicht der Form im Goju Ryu Karate entsprechen dürfte.
Was heute über das Pangai Noon bekannt ist, stammt von Uechi Kanbun ab. Ob weitere Schüler von Shushiwa die Kampfkunst (in China) erhalten haben, ist unklar.

## Wesentliche Unterschiede zum Uechi Ryu
Das Pangai Noon umfasste lediglich drei Kata. In das Uechi Ryu wurden fünf weitere Kata eingefügt, die von Uechi Kanbuns Sohn und weiteren Schülern entwickelt worden waren. Im Pangai Noon gab es wohl keine festgelegten Kumite-Formen, während im Uechi Ryu eine Vielzahl von Kumiteformen entwickelt worden sind. Manche Techniken, etwa der typische Faustschlag des Karate (Zuki oder Tsuki), waren nicht Teil des Pangai Noon, wurden aber in das Uechi Ryu aufgenommen.